# شاميم ساريف
شاميم ساريف (بالإنجليزية: Shamim Sarif) (مواليد 24 سبتتمبر 1969) روائية ومخرجة أفلام بريطانية تعود أصولها إلى جنوب آسيا وجنوب أفريقيا.

## حياتها المبكرة وتعليمها
ولدت شاميم في لندن لأبوين هنديين، كانا قد غادرا جنوب أفريقيا في بدايات عقد 1960 للهرب من الفصل العنصري. درست الأدب الإنجليزي في جامعة لندن، ثم حصلت على الماجستير في اللغة الإنجليزية من جامعة بوسطن.

## العمل
كانت أصولها ملهماً لها في روايتها الأولى والتي كانت بعنوان عالم الغيب، والتي تناولت فيها قضايا العرق والجندرية والميول الجنسية، وقد حوّلت لاحقاً هذه الرواية إلى فيلم من بطولة ليزا راي وشيتال شيث. فازت هذه الرواية بجائزة بندلتون مايو للرواية الأولى، وجائزة بيتي تراسك
كما أخرجت فيلماً قصته عن كتابتها لا يمكنني التفكير باستقامة.
حصلت شاميم على جوزائز أفضل إخراج عن فيلم عالم الغيب من مهرجان جوائز جنوب أفريقيا للسينما والتلفزيون، ومن مهرجان فينيكس للسينما، ومهرجان تامبا الدولي لأفلام المثليين والمثليات.
أخرجت عام 2011 فيلم منزل الغد (وثائقي) وحاز جائزة الجمهور في مهرجان سينما العالم عام 2014 في روان (فرنسا)، وهو وثائقي عن مؤتمر TEDx 2010 الذي أقيم في الأراضي المقدسة وجمع بين نساء عربيات وإسرائيليات لمناقشة قضايا ذات الاهتمام المشترك في مجال التكنولوجيا والترفية والتصميم.
في مهرجان كان السينمائي عام 2013، أعلنت شركة التنوير للإنتاج عن فيلم جديد بعنوان على الرغم من تساقط الثلج، ومن بطولة الممثلة السويدية ريبيكا فيرغسون بطلة فيلم مهمة مستحيلة: أمة منشقة، والممثل تشارلز دانس بطل صراع العروش وأوليفر جاكسون-كوهين وأنتوني هيد وترودي ستايلر.

## حياتها الشخصية
صرحت شاميم عن ميولها الجنسية المثلية، حيث أنها سحاقية. في 23 سبتمبر 2015، تزوجت من المنتجة حنان قطان في مكتب تسجيل تشيلسي في لندن، بعد أن عاشتا معاً ما يقارب 20 سنة. ولهما ابنان

## أفلامها الروائية
- عالم الغيب (2007)
- لا يمكنني التفكير باستقامة (2008)
- على الرغم من الثلج المتساقط (2015)

## وثائقيات
- منزل الغد (وثائقي) (2011)

## كتبها
- Sarif، Shamim (2001). The World Unseen. Women's Press. ISBN:978-0704347120. مؤرشف من الأصل في 2016-04-26.
  - Die verborgene Welt. Berlin: Verlag Krug & Schadenberg. 2007. ISBN:978-3930041602.
- Despite the Falling Snow. Headline Publishing. 2004. ISBN:978-0755308675. مؤرشف من الأصل في 2016-10-06.
  - Das Leben, von dem sie träumten. Berlin: Verlag Krug & Schadenberg. 2010. ISBN:978-3930041695.
- I Can't Think Straight. Enlightenment Production Limited. 2010. ISBN:978-0956031617.
- Wrote the Book, Made the Movie, Raised the Kids, Now the Blog…. Enlightenment Press. 2010. ISBN:978-0956031648.

## مطالعة إضافية
- Hackwill، Robert. "Shamim Sarif brings her novel "Despite the Falling Snow" to the screen". euronews. مؤرشف من الأصل في 2018-04-14. اطلع عليه بتاريخ 2016-04-15.
- "Spy film Despite the Falling Snow hits screens". africanews.channel. مؤرشف من الأصل في 2016-10-08. اطلع عليه بتاريخ 2016-04-15.
- Producers Lab Toronto unveils 2015 line-up
- Shamim Sarif's Top 10 Film To Book Adaptations
- Exclusive: Go Behind the Scenes of ‘Despite The Falling Snow’ in new Featurette
- BOOK REVIEWS: 1 APRIL
- nudge list April 2016: Despite the Falling Snow by Shamin Sarif نسخة محفوظة 17 سبتمبر 2016 على موقع واي باك مشين.
- ‘Sarif’s Russia is the devil’s black hole of hell’ Despite The Falling Snow by Shamim Sarif
- Despite The Falling Snow by Shamim Sarif – Book Review
- Shamim Sarif's Top 10 Book to Ffilm Adaptations

## وصلات خارجية
- Pape, Stefan. "Exclusive: A Fun Rebecca Ferguson on Despite the Falling Snow, Charles Dance and Flamingo Parties". HeyUGuys (بالإنجليزية الأمريكية). Archived from the original on 2016-08-09. Retrieved 2016-04-15.
- شاميم ساريف على موقع IMDb (الإنجليزية)
- شاميم ساريف على موقع ألو سيني (الفرنسية)
- شاميم ساريف على موقع أول موفي (الإنجليزية)
- شاميم ساريف على موقع قاعدة بيانات الفيلم (الإنجليزية)
- شاميم ساريف على موقع كينوبويسك (الروسية)
- Official website
- http://issuu.com/darlingmagazine/docs/darlingwimbledonfeb2015/0
- http://www.torontosun.com/2016/01/15/girl-on-the-train-and-other-books-to-read-before-the-movie-comes-out-in-2016
- http://www.telegraph.co.uk/film/despite-the-falling-snow/shamim-sarif-interview/
- http://www.denofgeek.com/movies/despite-the-falling-snow/40000/despite-the-falling-snow-review
- http://www.bigissue.com/features/interviews/6510/rebecca-ferguson-interview-were-all-battling-things-in-modern-life نسخة محفوظة 31 مايو 2016 على موقع واي باك مشين.
- https://www.list.co.uk/article/80496-rebecca-ferguson-lit-up-the-set-of-despite-the-falling-snow/